# Danau Linow
Danau Linow är en sjö i Indonesien.   Den ligger i provinsen Sulawesi Utara, i den nordöstra delen av landet, 2 200 km öster om huvudstaden Jakarta. Danau Linow ligger 773 meter över havet. Arean är 0,39 kvadratkilometer.I omgivningarna runt Danau Linow växer i huvudsak städsegrön lövskog. Den sträcker sig 0,8 kilometer i nord-sydlig riktning, och 0,6 kilometer i öst-västlig riktning.